# 佐々木政吉
佐々木 政吉（ささき まさきち、安政2年11月11日（1855年12月19日） - 昭和14年（1939年7月11日））は、日本の医学者。

## 経歴
出生から修学期
1855年(安政2年)、江戸・本所で生まれた。1865年(慶応元年)、蘭方医・佐々木東洋の養嗣子となった。
1871年、大学東校予備門に入学。1879年に大学東校(現・東京大学医科)を卒業。1880年、内科学研鑽のために自費でドイツに留学。
帝国大学医科時代
1884年に帰国し、大学東校講師に就いた。1885年、33歳で帝国大学医科教授に就任。これは日本人として初めての大学東校教授であった。1888年、医学博士号を取得。これは日本人として第2号であった。1891年4月、コッホのツベルクリン療法調査研究のためドイツに出張。1892年に帰国。1893年、帝国大学医科大学第一内科学講座教授に就任。
その後再度ドイツへ出張し、ロベルト・コッホのツベルクリン療法の調査と研究法を学んだ。帰国後の1894年、その研究を継続するため自宅内に研究所を作り、これが佐々木研究所の母体となった。
杏雲堂醫院での臨床

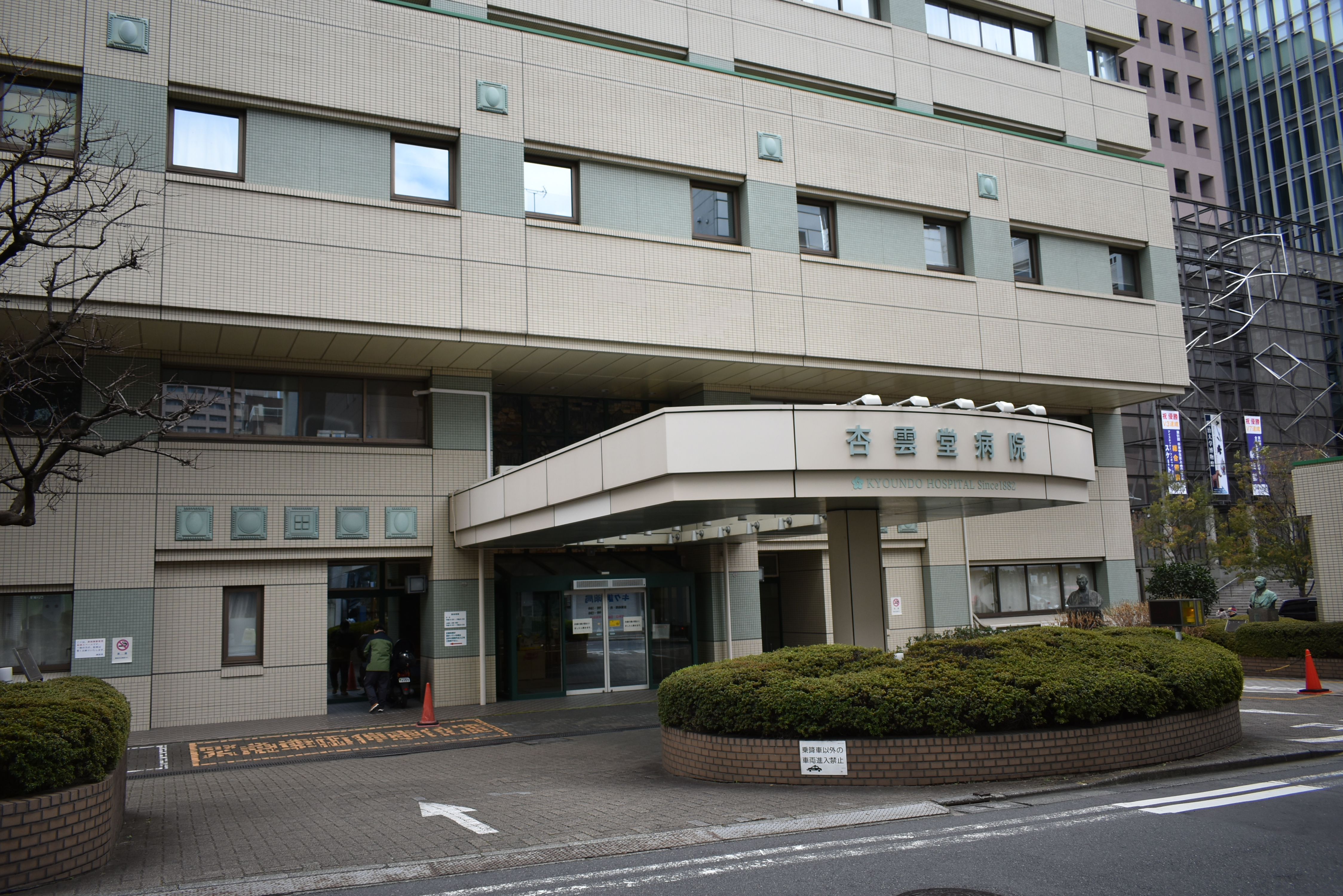
杏雲堂病院（2019年1月26日撮影）

1895年、41歳で大学教授を依頼免官。後任教授には三浦謹之助が昇格した。1896年、杏雲堂醫院院長となって院長職と臨床に専念し、次いで神奈川県平塚市に結核療養目的の杏雲堂平塚病院を設立。入院患者としては高山樗牛、国木田独歩、有島武郎夫人などが知られている。1916年、院長を退いて、杏雲堂醫院顧問に就任。1924年に顧問を引退。1925年に胸像を作成。1939年に死去。墓所は東京都台東区の谷中霊園にある。

## 栄典
- 1886年（明治19年）7月8日 - 従六位[6]

## 研究内容・業績
専門は内科学で、特に結核の診断と治療にあたった。当時はロベルト・コッホがツベルクリン療法を開発したばかりであり、その日本への導入を同時代的に進めた。また、冷水浴・冷水摩擦法を、特に青年の健康増進法として普及させた。

## 家族・親族
- 養父：佐々木東洋は蘭方医。
- 養嗣子：佐々木隆興も内科医。文化勲章受章者。
- 孫：佐々木洋興は理学者。佐々木隆興の長男。

## 参考資料
- 小池重『佐々木政吉先生を語る』 日本医事新報　1940年
- 小池重『佐々木政吉先生』 東京医事新誌　1953年
- 沢田百泉『お医者山脈』 1976年
- （財）佐々木研究所編
  - 『杏雲堂病院百年史』 1983年
  - 『財団法人佐々木研究所五十年史』 1990年
  - 『（財）佐々木研究所附属杏雲堂平塚病院100年史』 1997年